# Гогенлоэ-Шиллингсфюрст, Конрад
Принц/князь Конрад цу Гогенлоэ-Шиллингсфюрст (нем. Konrad Maria Eusebius Prinz zu Hohenlohe-Waldenburg-Schillingsfürst; 16 декабря 1863 — 21 декабря 1918) — австро-венгерский государственный деятель, министр-президент Цислейтании (1906) из рода Гогенлоэ. Старший брат Готфрида Гогенлоэ, посла Австро-Венгрии в Германской империи.

## Жизнь
Родился в семье принца Константина цу Гогенлоэ-Шиллингсфюрста, брата рейхсканцлера Хлодвига Гогенлоэ, и княжны Марии Витгенштейн, дочери известной княгини Каролины и внучки российского фельдмаршала П. Х. Витгенштейна.
Учился в Шотландской гимназии Вены, в 1883—87 годах — на юридическом факультете Венского университета. Государственную службу начал в аппарате штатгальтера Богемии, затем работал в Министерстве внутренних дел и окружном управлении Теплиц-Шёнау. Получил известность как чиновник, достигший компромисса с бастовавшими горными рабочими и давший разрешение на театральную постановку пьесы Герхарта Гауптмана «Ткачи». Как и его двоюродный брат Александр, получает в обществе прозвище «Красный князь».
С 1900 года работал в Министерстве внутренних дел. В 1903—1904 годах — ландпрезидент (наместник) Буковины. С 1904 по 1906 год — наместник Австрийского Приморья. Принадлежал к числу близких друзей и советников эрцгерцога Франца Фердинанда.
Со 2 по 28 мая 1906 года занимал пост министр-президента Цислейтании, одновременно занимал пост министра внутренних дел. Работал над реформой избирательного права, был сторонником сохранения немецкого влияния в многонациональной империи. Использовав в качестве повода дискуссию о венгерском таможенном тарифе, менее чем через месяц после назначения подал в отставку и вернулся в Триест.
Вплоть до 1915 вновь занимал пост наместника Приморья. Предпринимал усилия для достижения компромисса между центральным правительством и населявшими подведомственную территорию итальянцами и словенцами. Несмотря на свою позицию, служил постоянной мишенью критики для правившей в Триесте ирредентистской итальянской национал-либеральной партии. Лишил городское самоуправление ряда функций в сфере строительства, промышленности, образования и военной службы; политика Гогенлоэ вызывала оживленные протесты в Риме.
Во время Первой мировой войны, когда для Центральных держав приобрел важность вопрос о сохранении нейтралитета Италии, наместник был отозван. Назначен президентом Высшей счетной палаты. В марте 1915 по собственному желанию направлен на Русский фронт с Венским ландвером. С 30 ноября 1915 по 31 октября 1916 занимал пост министра внутренних дел Цислейтании. Предлагал проект преобразования империи в четвертную монархию из Австрии, Венгрии, Польши и «Иллирии», в состав которой должны были войти Хорватия, Славония, Босния и Герцеговина, а также Далмация. Фиуме при этом должен был остаться в составе Венгрии, а Истрия и Триест — в составе Австрии. У каждой из частей должно было быть собственное правительство и собственный парламент, при этом армия и внешняя политика были бы остаться общими. Однако Австрия и Венгрия должны были и дальше иметь определенное преимущество.
В декабре 1916 года 20 дней занимал пост министра финансов Австро-Венгрии. В 1916—1918 годах — член Палаты господ (Heerenhaus) парламента Цислейтании. В качестве Первого гофмейстера императора Карла I (февраль 1917 — май 1918) настаивал на проведении реформы по федерализации Австро-Венгрии. В мае 1918 ушел из политики.

## Семья
В 1888 году женился на графине Франциске фон Шёнборн-Бухгейм (1866—1937), дочери Эрвина, 4-го графа Шенборн-Бухгейм, и графини Франциски фон Трауттмансдорф-Вайнсберг. В браке родились шестеро детей
В браке родилось пять детей:
- Альфред Константин Хлодвиг Питер Мария (1889–1948), женился на американке Кэтрин Бриттон (1892–1929), 3 сыновей. Овдовев, женился на Фелиситас Алетте Мечтильд  Саутард (урожденной фон Шоллер) (1900–1975)
- Эрвин (1890–1950), женился на Александре Ольге Евгении Виндиш-Грец (урожденной графине Фештетич де Толна), дочери принца Тасило Фештетича и леди Виктории Марии Дуглас-Гамильтон.
- Хубертус Филипп Мария (1893–1969), женился на графине Элеоноре «Элли» Хадик-Баркочи, дочери графа Эндре Хадика-Баркочи, спикера Палаты магнатов, и графини Клары Зичи де Зих и Васонкео.
- Франциска Анна Майр (1895–1946), вышла замуж за барона Франца IV Майр-Мельнхофа.
- Франциска Мария Анна (1897–1989), вышла замуж за эрцгерцога Максимилиана Австрийского, став золовкой императора Карла I, последнего императора Австрии.